# 구기
구기(球技)는 공을 가지고 하는 스포츠를 총칭하는 말이다. 유의어로 공놀이라고 한다.

## 관련 어록
관련 어록

1. 국위선양은 운동 선수들이 하는 것이 아니라 대한민국의 국민들이 하는 것입니다. - 김한규 제21·22대 국회의원
2. 너희들이 볼펜 한 자루라도 만들어 봤냐. 너희들처럼 생산성 없는 공놀이를 하는 데에도 대접받는 건 팬들이 있기 때문이다. - 최희암

## 주요 구기 종목
| - 라크로스 - 농구 - 수구 - 풋볼 계열 - 축구 - 풋살 - 비치사커 - 럭비 - 미식축구 - 코프볼 - 폴로 - 하키 계열 - 롤러하키 - 아이스 하키 - 필드 하키 - 밴디 - 하이알라이 - 핸드볼 - 헐링 - 수구 - [넷볼] - 라운더스 - 스틱볼 - 야구 (통칭 하드볼) - 소프트볼 - 발야구 - 크리켓 - 티볼 - 페세팔로 | - 라켓볼 - 롱그폼 - 배드민턴 - 스피드 배드민턴 - 스쿼시 - 주드폼 - 탁구 - 테니스 - 비치 테니스 - 펠로타 - 배구 - 비치발리볼 - 세팍타크로 - 족구 - 피스트볼 - 골프 - 피구 - 저글링 - 프리스타일 축구 |